# God Child
God Child (ゴッドチャイルド?, Goddo Chairudo) è un manga scritto e disegnato da Kaori Yuki. Esso prosegue le avventure del Conte Cain, personaggio apparso in diverse opere della mangaka.

## Trama
Ambientato nella Londra ottocentesca, "God Child" racconta le inquietanti avventure del giovane Cain, da molti chiamato "conte dei veleni". Essendo nato da un rapporto illegittimo del padre con la sorella, il giovane conte è cresciuto odiato da tutti i suoi familiari, in particolare dalla matrigna, che tenterà addirittura di ucciderlo. Stranamente in quell'occasione verrà salvato dal padre, che poi si scoprirà essere quello che più lo detesta. Fortunatamente un giorno busserà alla sua porta un nuovo maggiordomo, Riff, che diventerà presto il suo migliore amico (o meglio, il suo unico amico).
Dopo l'ennesimo tentativo del conte Alexis di avvelenare il figlio, Cain deciderà di vendicarsi usando la sua passione: i veleni. Diverrà così l'unico e vero conte Hargreaves. Dopo questa introduzione un po' macabra, il corso della storia sarà incentrata su situazioni al limite dell'assurdo in cui si troverà coinvolto il ragazzo e su come tenterà di risolverle.

## Personaggi

### Famiglia Hargreaves
Conte Cain Cristopher Hargreaves (カイン・C・ハーグリーヴス?, Kain Shĩ Hāgurīvuzu)
Chiamato anche "Conte dei veleni", Cain è cresciuto subendo l'odio del padre, diventando quindi una persona molto cupa: inizierà a fidarsi della gente solo dopo il suo incontro con Riff, un nuovo maggiordomo. È profondamente affezionato alla sua sorellastra, Merryweather, e la protegge dei pericoli del mondo viziato attorno. Malgrado il suo carattere eccentrico e disinvolto, Cain è un ragazzo molto sensibile -il tradimento di Riff, nel volume 8, sarà per lui un trauma immenso-. Ha 17 anni, e porta un orecchino di ambra nera all'orecchio sinistro, donatogli dalla madre. Il vero Riff (quello crudele) era convinto di riuscire a rintracciare il conte grazie ad una pietra di tuono donatagli da Alexis, che risuonava se vicina all'orecchino. Cain rimase profondamente colpito da questo dettaglio, ma solo nel volume 11 il Riff buono, dopo aver preso il sopravvento su quello malvagio, gli rivelerà che invece non era affatto così: lui riusciva a trovare il ragazzo semplicemente immedesimandosi in lui (come del resto Cain aveva sempre creduto prima del tradimento di Riff).
Merryweather Duke Hargreaves (マリーウェザー･ハーグリーヴス?, Marīwezā Hāgurīvuzu)
È una dolce bambina di dieci anni, che tutti credono figlia illegittima di Alexis Hargreaves e di Allegra Duke, una cameriera, e quindi sorellastra di Cain. Per questa ragione non è cresciuta nella stessa casa del presunto fratellastro. Prima di conoscere il fratello, si guadagnava da vivere leggendo i tarocchi per strada, ed era amica del ladruncolo Leroy. Benché piccola e gracile, non ha paura di affrontare la Delilah o gli squilibrati che vagano in giro per Londra. Si sposerà con Oscar e da lui avrà un figlio.
Alexis Hargreaves (アレクシス・ハーグリーヴス?, Arekushisu Hāgurīvuzu)
È il padre di Cain e capo della Delilah. Odia Cain perché è convinto che sia colpa sua se sua sorella, nonché madre di Cain, Augusta sia morta; per questo lo frustava ogni sera (Cain ha ancora ben visibili le cicatrici, ma non le mostra mai a nessuno, solo a Riff). Dopo essere stato avvelenato da Cain con la cantarella è scomparso per 6 anni ed ora vuole riportare in vita Augusta. È spietato e crudele, ma più spesso si può notare come nasconda questa sua tremenda personalità dietro un sorriso tutt'altro che malvagio, che sembra quasi avere uno strano potere persuasivo. Ha inoltre un sadismo cronico verso i familiari, che appare in realtà ingiustificato. Pare essere un esperto in terrorismo, omicidi e altre manipolazioni in negromanzia. È stato un padre crudele anche con il Dr. Disleery, come questi racconta a Cain nel volume 10, dove viene narrata tutta la triste infanzia di Isabel.
Augusta Hargreaves (オーガスタ?, Ōgasuta)
È la madre, e al tempo stesso la zia, di Cain. Non riuscendo a sopportare la nascita di Cain perde la ragione e viene rinchiusa in un manicomio. Si getta dalla finestra della sua stanza dopo una visita del figlio (questo però succede in un manga precedente God Child). Solo nel volume 11, l'ultimo di questa serie, lo spirito di Augusta prende possesso del corpo di Alexis e tenta di uccidere Maryweather per prenderle il corpo. Tuttavia, viene uccisa grazie ad un congegno segreto in una tomba che Cain aveva fatto costruire tempo prima.
Neal (ニール?, Nīru)
È lo zio di Cain. Non lo incolpa per le disgrazie che capitano alla famiglia. Ha sempre venerato Augusta ed essendo il tutore di Cain si occupa di lui. Sembrava cercasse di evitare il contatto fisico con Mary, ma questi sospetti erano infondati, come viene spiegato nel volume 11.
Chouzette (シュゼット?, Shuzetto)
È la sorellastra di Cain, sebbene ella sia convinta di essere sua cugina. Lei fu il suo primo amore e la sua morte lo ferì profondamente. Al suo cadavere venne tagliato un dito, con il quale fu possibile creare Micheila.

### Amici
Riffel Raffit (リフェール・ラフィット?, Rifēru Rafitto)
È il maggiordomo di Cain, nonché suo migliore amico. Subito dopo aver preso servizio presso la casa del conte, Riff stringe amicizia col giovane, nonostante il divieto di rivolgergli la parola imposto da Alexis.
Come si scopre nel numero 8, Riff in realtà è una persona crudele e assetata di potere, completamente diversa, quindi, da come ci viene presentata durante tutte le avventure di Cain. Riff è "La Torre", quindi membro della Delilah, che, per riuscire ad instaurare un forte legame con Cain, sarà costretto a nascondere la sua vera personalità mediante l'ipnosi della "Giustizia", altri non è che Octavia, che grazie ai suoi "occhi malvagi" potrà bloccare il vero io di Riff. Tuttavia, come si scopre nel numero 11, Riff è una deadly doll: infatti, Riff era morto in un incendio che egli stesso aveva provocato in casa sua, e nel quale appunto morì, assieme al fratello Clyde e ai genitori. Nonostante ciò, il Riff buono riuscirà a sbarazzarsi della personalità malvagia e a tornare da Cain prima di morire.
Oscar Gabriel (オスカー･ゲイブリル?, Osukā Geiburiru)
È il figlio ventenne diseredato del Barone von Gabriel e conoscente di Emelyne. Aiuta Cain nelle sue missioni e tende a chiamarlo "fratello", considerandolo già un parente (dal momento che intende sposare Mary, cosa che poi farà). Farebbe qualsiasi cosa pur di rendere felice Mary, e per lei darebbe la vita.
Cleador
Viene da una nobile famiglia francese, tuttavia non è ricco. È dotato di poteri paranormali, tra cui la capacità di evocare le anime, attività che gli permetterà di guadagnarsi da vivere. Sua madre si suicida in una vasca da bagno quando è ancora un ragazzino. Sembra sia innamorato di Shirley, e infatti soffrirà molto per la sua morte (ella stessa muore in una vasca).
Emelyne Lauderdale
Una bellezza bruna e fidanzata di Cain. Egli non la prende sul serio ed alla fine lei muore uccisa da Jack lo squartatore. Responsabile per la sua morte è la Delilah.
Merediana
È un'indovina. Lavorava per il dottore pensando che non potesse vivere senza le sue cure. Si innamorerà di Cain e darà la vita per lui. È una deadly doll.

### Delilah
L'organizzazione ha due obiettivi: uno è rendere la vita di Cain un inferno uccidendo i suoi amici, l'altro consiste nel prepararsi per il rituale del "Giudizio Universale" (in realtà il vero fine è solamente la risurrezione di Augusta). Per far ciò l'organizzazione acquista delle proprietà a Londra dove dispongono degli obelischi. Quando tutti e 12 sono piazzati, comincia la cerimonia, che verrà però interrotta da Cain. La Delilah decade con la morte di Alexis. Il nome (in italiano Dalila) è quello della farisea che tagliò i capelli di Sansone, privandolo così della sua forza.
Dottor Isabel Disleery (ジザベル・ディズレーリ?, Jizaberu Dizurēri)
Figlio adottivo di Alexis, odia Cain perché è l'erede legittimo. Ama gli animali, ma, sebbene medico, odia gli uomini. È un bell'uomo dai lunghi capelli grigi, che porta spesso occhiali e vestiti da dottore. È intelligente, cosciente della tirannia psicologica di suo padre, ma non riesce a sottrarsi alla sua influenza. Da piccolo (come rivelerà durante un incontro con Cain nel volume 10) era un bambino vivace e sensibile, cagionevole di salute e debole di carattere. Adorava suo padre. Viveva con la madre e le due sorelle maggiori in una casa in un bosco, e aveva una piccola capretta di nome Snark. Quando tuttavia comprese che gli uomini uccidevano gli animali per mangiarli o usare le loro pellicce come indumenti, smise di mangiare. Suo padre lo fece trasferire e gli donò una croce nere (che porta ancora) per infondergli coraggio. Isabel sembra migliorare di salute, in seguito ad un trapiano di organi che scopre solo in seguito fossero quelli delle sue sorelle. Ritorna a mangiare anche se faticosamente, ma in seguito il terribile Alexis gli offrì da mangiare -e glielo rivelò solo dopo- il piccolo Snark. Isabel perde il suo senso morale e diventa crudele sopra ogni descrizione. Tuttavia a volte il suo carattere debole sembra riaffiorare dalle profondità del suo cuore quando si sente minacciato, in particolare con il sacerdote Cassandra, anch'egli membro della Delilah. Isabel ha Casian come aiutante, e sarà proprio lui a operarlo per dargli un corpo da adulto. Ferito a morte, si sacrificherà per bagnare con il suo sangue Riff e dargli così la possibilità di allungare di poco la sua durata vitale. Inoltre, donerà la sua croce nera allo stesso Cain.
Micheila (ミケイラ?, Mikeira)
Creata da un dito del corpo di Chouzette, Micheila compare per la prima volta nel volume 5, sotto le sembianze di una piccola bambina molto simile alla stessa sorellastra di Cain. Innamorata di Cain, non si fa nessuno scrupolo ed uccide chiunque si azzardi anche solo ad infastidirlo. Porta un anello, in origine appartenuto a Chouzette, e si serve di alcune tarantole mortali chiuse in un piccolo cestino che porta sempre con sé per eliminare i suoi avversari. Nonostante all'inizio si dimostri una piccola bambina viziata e insopportabile (completamente diversa dalla vera Chouzette), cambierà completamente carattere nel volume 10, dove si rifiuterà di uccidere Maryweather per conto della Delilah. Sempre nel volume 10, muore dopo aver sconfitto il Dinamitardo.
Casian (カシアン?, Kashian)
Aiutante del Dr. Disleery, ha 35 anni, ma un corpo da ragazzino. Lavorava in un circo e per questo è molto agile ed abile nel lanciare i coltelli, riuscendo a mettere in difficoltà i suoi avversari. Sembra affezionato al suo padrone Isabel, nonostante non lo dimostri apertamente. Il suo sogno più grande è quello di ottenere un corpo da adulto, e ci riuscirà grazie allo stesso Dr. Disleery: grazie quindi al trapianto di cervello, otterrà un corpo nuovo, quello di Cassandra. Rincontrerà il padrone poco tempo dopo essersene andato dalla Delilah, e dopo la sua morte lo seppellirà egli stesso.
Cassandra (カサンドラ・グラットストン?, Kasandora Gurattosuton)
Sacerdote di alto rango della Delilah. È una persona avida che adora tutto ciò che è bello (ha anche tendenze omosessuali, ma è particolarmente sadico, e amante delle torture). Sembra essere in grado di ipnotizzare le persone, e utilizza questo potere anche con Cain, ma fallisce, quando la ragazza da lui adottata, Letitiah, lo ferma. Sotto falso nome, è Mr. Gladstone, ritenuto da tutti un benefattore. Sarà Cain però a smascherarlo di fronte ad un vasto pubblico. Sembra essere particolarmente interessato ad Isabel, e più volte lo spaventa con il suo atteggiamento intimidatorio. Verrà ucciso da Isabel durante l'operazione di trapianto di cervello di Casian.
Owl (Il Matto) (アウル?, Auru)
Owl (che in inglese significa "civetta, gufo") è un giovane ad abile violinista, chiamato così per i suoi capelli bianchi. Egli è "Il Matto", la carta senza numero, e in quanto tale non deve sottostare a nessun ordine da parte dei suoi superiori né venire in aiuto degli altri membri della Delilah. Incontrò Cain per la prima volta molti anni prima, durante il funerale del nonno del conte.
Ida (La Luna) (イダ?)
Una ragazza con metà del corpo deturpato da ustioni. Incontrò Cain mentre, un giorno, cantava in piazza come una zingara. Non si sa nulla di lei e del suo passato. Muore durante il crollo della torre, accanto ad Alexis, a cui sembra essere affezionata.
Octavia (La Giustizia) (オクタヴィア?, Okutavuia)
Accusata di stregoneria, venne cacciata dal suo paese dopo che le furono uccisi i figli incendiando la sua casa. I suoi occhi hanno un grande potere, e sono gli unici strumenti in grado di fermare il vero io di Riff.

### Altri personaggi
Luchia (ルキア・クロムウェル?, Rukia Kuromūeru)
Una bellezza orientale, figlia della signora Toko. È molto affettuosa, soprattutto con il fratellastro Emil, innamorato di lei. Per scoprire il colpevole dell'omicidio alla villa delle farfalle, Cain si fingerà interessato a sposarla.
Emil (エミール・クロムウェル?, Emīru kuromūeru)
Fratellastro di Luchia, di cui è segretamente innamorato. Come Cain da piccolo, soffre di solitudine e aveva l'abitudine di ferirsi da sé, sicuramente per attirare l'attenzione dei genitori. Sua madre aveva insegnato ad un pappagallo a ripetere frasi piene di disprezzo rivolte alla signora Toko, la quale, affetta da nevrosi, morì in seguito a questi insulti. Emil uccise la madre durante una seduta spiritica, servendosi di un veleno, per vendicare l'amata sorellastra. Temendo però di "contaminare" la sua anima pura con le sue mani sporche di sangue, si getta da un tetto, morendo tragicamente nel volume 3.
Marjorie
Una dolce ragazza, figlia di un impresario di pompe funebri. Timida e gentile, intende fare lei stessa il funerale di suo padre, assieme ai quattro uomini che un tempo lavoravano con lui, ma che in seguito lo tradirono, saccheggiando le tombe e dandogli la colpa. La stessa madre di Marjorie, una donna molto dura, accusò il marito, dal momento che aveva una relazione con uno dei quattro ex-colleghi. Marjorie chiede l'aiuto del venditore di bare per realizzare il suo progetto. Sembra essere affezionata a lui.
Il venditore di bare
Membro della Delilah, è molto affezionato a Marjorie e preferisce aiutarla anziché sottostare agli ordini dell'organizzazione. Nato in un carcere, ha avuto un passato molto duro, le cicatrici sulla sua schiena ne sono la prova. Sua madre era una cameriera presso una ricca famiglia; venne accusata di furto dalla padrona di casa, gelosa di lei: per questo motivo il venditore di bare odia i nobili. Il suo vero nome è Griford.
Elisa
Una giovane ragazza che Cain incontra casualmente in un locale. Piuttosto vivace di natura, Elisa è fidanzata con un certo Colin, che tuttavia la maltratta di nascosto. Per questo motivo, il fratello maggiore di Elisa, Dudley, la difenderà uccidendo Colin.
Leroy/Letitia
Un ladruncolo quattordicenne amico di Mary. Verrà rapito da Cassandra e diventerà Letitia, "la ragazza adottata da Lord Gladstone, la quale è rimasta orfana poco tempo prima e ha perso la voce per lo shock". In realtà, Leroy porta un collare di ferro con degli spuntoni interni, che premono sulle sue corde vocali per impedirgli di parlare. Viene usato come corriere da Cassandra, che non solo lo ha costretto ad indossare una parrucca e fingersi una ragazza, ma lo ha anche drogato e torturato. Leroy è quindi costretto ad ubbidire a Cassandra per guadagnarsi una medicina. Ucciderà Zoy (un altro ragazzo, probabilmente un travestito, al servizio di Cassandra) e verrà ricoverato in una clinica per guarire sia fisicamente che psicologicamente. Tuttavia, una volta curate le ferite, fuggirà.

## Filastrocche
Alcuni episodi del conte sono costellati di filastrocche tratte dalla tradizione anglosassone, tra cui:
- Who killed Cock Robin?
- Georgie Porgie
- What Are Little Boys Made Of?
- Solomon Grundy

Un'altra strofetta proviene dalla fiaba dei Fratelli Grimm Il ginepro.